# コナミコンピュータエンタテインメント東京
コナミコンピュータエンタテインメント東京（コナミコンピュータエンタテインメントとうきょう、Konami Computer Entertainment Tokyo, Inc.・略称：KCET、コナミTYO、KCE東京など）は、かつて存在したコナミグループのコンシューマーゲーム開発会社。

## 沿革
- 1995年（平成7年）4月3日 - 東京都千代田区神田神保町に「株式会社コナミコンピュータエンタテイメント東京」（KCE東京）を設立。
- 2000年（平成12年）
  - 4月1日 - 株式の額面変更を目的に望月帝通株式会社を形式上の存続会社として合併（同時に株式会社コナミコンピュータエンタテインメント東京に商号変更）。
  - 6月 - 商号を「株式会社ケイシーイー東京」（ケイシーイーとうきょう）に変更。
  - 8月30日 - JASDAQ市場に上場。
- 2001年（平成13年） - 本社を東京都中央区の晴海アイランドトリトンスクエアに移転。商号を「株式会社コナミコンピュータエンタテインメント東京」に変更。この頃、略称も「KCE東京」から「コナミTYO」に変更。
- 2005年（平成17年）4月1日 - ゲーム事業の開発力強化のため、他3社とともにコナミ（現：コナミグループ）に吸収合併され解散。

## 代表作品
- 悪魔城ドラキュラ（CASTLEVANIA）シリーズ
- ウイニングイレブンシリーズ
  - ワールドサッカーウイニングイレブン
  - Jリーグウイニングイレブン
  - Jリーグウイニングイレブンタクティクス
- サイレントヒルシリーズ（『サイレントヒル4 ザ・ルーム』まで）
- グラディウスシリーズ
- ダンスダンスレボリューションシリーズ
- 幻想水滸伝シリーズ
- ときめきメモリアルシリーズ
- ランブルローズシリーズ
- ヴァンダルハーツ〜失われた古代文明〜
- Dancing Blade かってに桃天使!
- アザーライフ アザードリームス
- みつめてナイト